# Henrique Fleming (bispo)

Brasão do clã Fleming

Henrique Fleming (em alemão Heinrich Fleming, em polaco Henryk Fleming) (m. a 15 de julho de 1300) foi um príncipe e bispo da Vármia, na Polónia.

## Vida
Exerceu funções eclesiásticas em Braniewo. É sagrado bispo antes do 21 de março de 1279 e sucede a Anselmo na diocese da Vármia.
Manda construir uma catedral em Frombork e para lá transfere a sede do seu biscopado (anteriormente em Braniewo). 
Em 1301, sucede-lhe Eberhard de Nisa.